# Liu Shaoqi
Liu Shaoqi (en chino tradicional, 劉少奇; en chino simplificado, 刘少奇; pinyin, Liú Shàoqí; Wade-Giles, Liu Shao-ch'i, Ningxiang, 24 de noviembre de 1898-Kaifeng, 12 de noviembre de 1969) fue un político chino, uno de los máximos dirigentes del Partido Comunista de China (PCCh) y presidente de la República Popular China.
Tras convertirse en el principal dirigente político del país, cayó en desgracia tras los ataques que sufrió durante la Revolución Cultural, la violenta campaña de reafirmación ideológica promovida por Mao Zedong, líder ideológico del Partido. Durante la Revolución Cultural, Liu fue depuesto de sus cargos y acusado de «escoria», «traidor» y de incursionismo en el capitalismo. Numerosos carteles públicos en los que se le atacaba a él y a su colaborador Deng Xiaoping fueron expuestos en toda China.
Desaparecido de la vida pública a partir de 1968, falleció como consecuencia de los malos tratos sufridos en prisión. Su muerte, sin embargo, no se conoció hasta después de la muerte de Mao en 1976. La rehabilitación póstuma de su figura tuvo lugar tras el ascenso al poder de Deng Xiaoping. En la actualidad, Liu Shaoqi está considerado en la República Popular China como uno de los grandes dirigentes históricos del PCCh.

## Infancia y juventud
Nacido en una familia de la burguesía campesina en el condado de Ningxiang (宁乡/ 寧鄉), en la provincia de Hunan, Liu asistió a la misma escuela que Mao Zedong en Changsha, la capital provincial, y continuó sus estudios en la Unión Soviética, donde se licenció en la Universidad Comunista del Este en Moscú, donde estudiaron otros muchos comunistas chinos. En 1921, mientras estaba en la capital soviética, se unió al recién fundado Partido Comunista de China. Al año siguiente, regresó a China y participó en huelgas y movilizaciones obreras en Shanghái y en la provincia de Hubei. En 1927, durante el Congreso Extraordinario que acabó con el liderazgo de Chen Duxiu, fue elegido miembro del Comité Central del partido, bajo la dirección de Qu Qiubai.

## Trayectoria en el Partido Comunista de China
En 1932, Liu se convirtió en secretario del PCCh en la provincia de Fujian. Dos años más tarde participó en la Larga Marcha, el periplo por la China interior de los comunistas, que perseguidos por el ejército de la República de China, acabarían llegando a la provincia de Shaanxi en el norte, donde se establecería el cuartel general comunista. Durante la Larga Marcha, se celebró la famosa Reunión de Zunyi, en la que Liu apoyó a Mao Zedong, que se convirtió en el nuevo líder del Partido, desplazando del poder a los 28 bolcheviques apoyados por la Unión Soviética y liderados por Wang Ming y Bo Gu. En 1936, Liu se convirtió en el secretario del PCCh en el norte de China, encabezando la lucha contra la invasión japonesa. Fue elegido como secretario general del Partido en 1943, cargo sólo inferior al de presidente del partido, ocupado por Mao. Durante la guerra civil china, Liu pasó a ocupar también el cargo de vicepresidente del partido, consolidando su posición como segundo líder máximo del partido.

## Ascenso al poder en la República Popular
Tras el establecimiento de la República Popular China el 1 de octubre de 1949, Liu se encargó de la política económica. Debido a su formación soviética, veía en la industria pesada y la planificación económica las prioridades para el desarrollo de China, y vio con escepticismo la iniciativa del Gran Salto Adelante, programa de crecimiento económico impulsado por Mao que resultaría un desastre. Tras el fracaso del Gran Salto Adelante, Liu Shaoqi y el entonces secretario general del partido Deng Xiaoping tomaron las riendas de la política económica, rechazando las ideas de Mao, especialmente después de la "Conferencia de los 7000 cuadros" a principios de 1962. En esa época, Liu asumió el cargo de presidente de la República Popular China.

## La Revolución Cultural

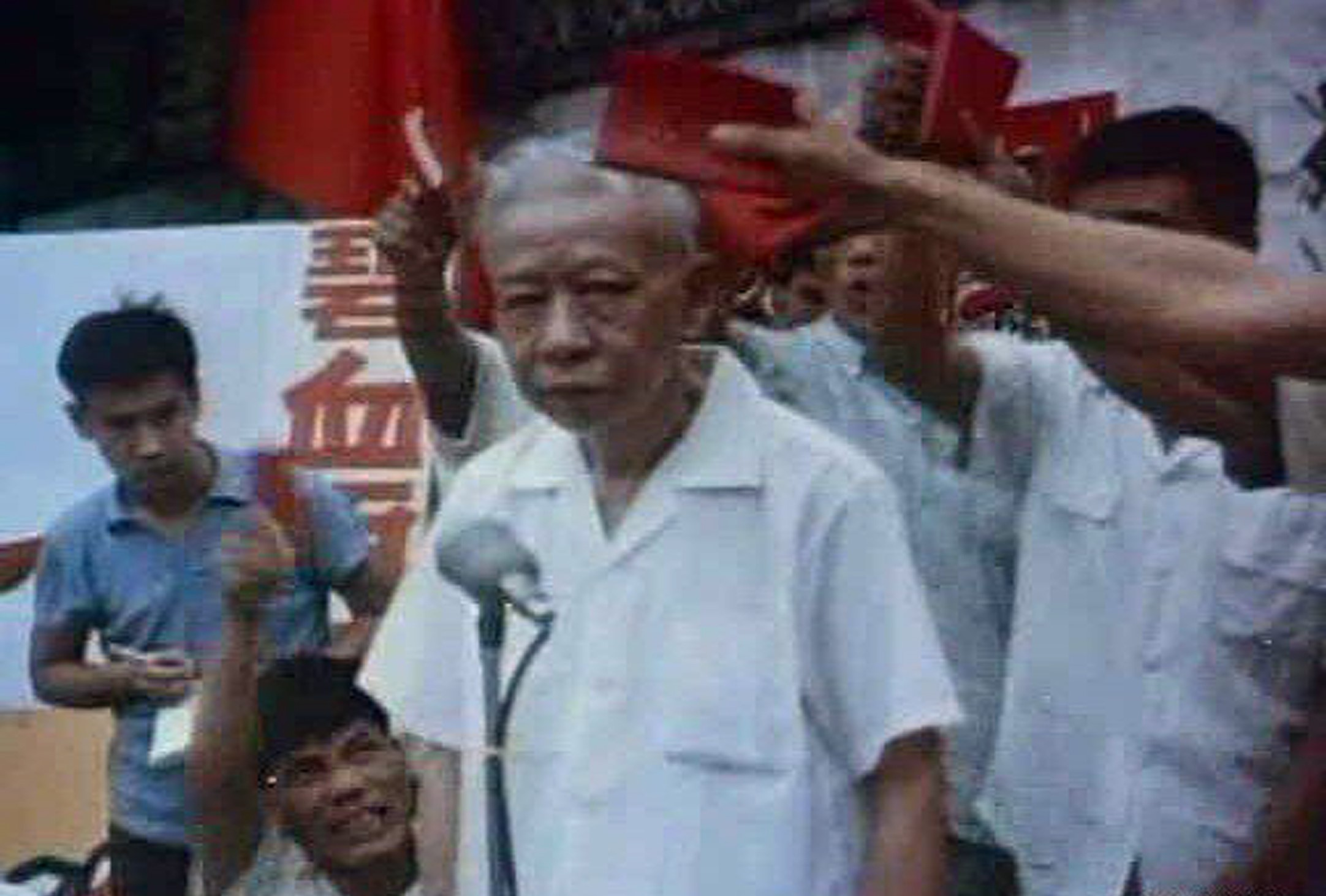
Liu Shaoqi siendo humillado públicamente antes de su purga política por parte de los Guardias Rojos durante la Revolución Cultural, 1967.

En 1966, se lanzó la llamada "Gran Revolución Cultural Proletaria", una campaña de movilización de las masas cuyo objetivo era desenmascarar a los capitalistas infiltrados en el Partido y recuperar lo que en la ideología maoísta se consideraban las esencias del comunismo chino.
Durante la Revolución Cultural, Liu y Deng fueron denunciados como capitalistas. Numerosos carteles propagandísticos acusaban a ambos dirigentes de reaccionarios, con epítetos tales como "escoria", "traidores" e "incursionistas en el capitalismo" (走资派 zǒuzīpài). En esta época, China había roto sus relaciones con la Unión Soviética liderada por Nikita Jrushchov, a la que Mao acusaba de revisionismo y de haber traicionado los ideales comunistas. Muchos carteles propagandísticos se referían a Liu como "el Jrushchov de China", identificándolo así con el denostado revisionismo soviético.
En julio de 1966 fue relevado como vicepresidente del partido por Lin Biao, uno de los principales ideólogos de Mao. En 1967, Liu y su esposa Wang Guangmei (王光美) fueron puestos bajo arresto domiciliario en Pekín.
Apartado de todas sus cargos y expulsado del Partido en octubre de 1968, desapareció de la vida pública. Tras la muerte de Mao se sabría que había fallecido en 1969, tras sufrir duras condiciones en una celda aislada en Kaifeng, que le provocarían la muerte por negligencia médica al no recibir tratamiento para su diabetes y neumonía.

## Ocultación de su muerte
Aunque Liu Shaoqi había muerto en 1969, Mao dio órdenes a sus seguidores en los servicios de seguridad chinos de esconder el hecho para mantener al público en la creencia de que Liu todavía estaba vivo. Según los autores de una biografía de Mao, Jung Chang y John Halliday, el líder chino aprovechó la figura de Liu Shaoqi desde su arresto en 1967 hasta la muerte de Mao en 1976 (seis años tras la de Liu) como chivo expiatorio responsable de las pésimas condiciones de vida entre el pueblo. La familia Liu no recibió noticias de su muerte hasta 1972, y no fue revelado al pueblo de China hasta 1979. En 1978 el nuevo secretario general del PCCh, Deng Xiaoping, permitió la rehabilitación de Liu Shaoqi en la historia del PCCh y la República Popular China.

## Rehabilitación póstuma
Tras la muerte de Mao, la lucha por el poder entre el sucesor designado por este, Hua Guofeng, y Deng Xiaoping se acabaría saldando con la victoria de este último, víctima junto con Liu de la Revolución Cultural. Tras el ascenso de Deng Xiaoping al poder, la figura de Liu Shaoqi fue rehabilitada de manera póstuma y, más de una década después de su muerte, se le rindieron honores en un funeral de Estado y sus cenizas se esparcieron en el mar en Qingdao de acuerdo con sus últimos deseos.